# Скопелли, Алехандро
Алеха́ндро Скопе́лли Касано́ва (исп. Alejandro Scopelli Casanova; 12 мая 1908, Ла-Плата — 23 октября 1987, Мехико) — аргентинский футболист и тренер, нападающий. Участник первого чемпионата мира по футболу.

## Карьера
Алехандро Скопелли начал свою карьеру в клубе «Эстудиантес», где дебютировал в 1928 году. Там он стал частью знаменитой атакующей линии клуба, прозванной «Профессора» и состоящей из Альберто Сосаи, Мануэля Феррейры, Мигеля Лаури, Энрике Гуайты и самого Скопелли. В 1931 году Скопелли забил 31 гол, лишь на два гола отстав от лучшего бомбардира чемпионата Аргентины Альберто Сосаи.
В 1933 году Скопелли одним из первых аргентинцев уехал в Италию. 1 мая 1933 года в 6 утра Скопелли, вместе с двумя аргентинскими игроками Гуайтой и Станьяро, впервые вышел на берег Италии с корабля, приплывшего из Аргентины. 15 июня он дебютировал в составе команды в матче с мюнхенской «Баварией», где забил гол. В первом сезоне он провёл 34 матча и забил 13 голов. Голом позже он забил 11 мячей в 29 встречах. После этого игрок возвратился в Аргентину. Причиной ухода стала военная служба: все три аргентинцы, будучи ориунди, получили итальянское гражданство. По требованию тогдашнего законодательства все мужчины-граждане Италии были обязаны проходить военную службу, это осуществляли и футболисты, проходя её только формально. Однако осенью 1935 года в Италии начался военный призыв, а все газеты писали о готовящейся Итало-эфиопской войне. Аргентинские футболисты не желали брать в руки оружие, они обратились к Винченцо Бьянконе, спортивному директору «Ромы», который их заверил, что они призваны не будут. Однажды они не пришли на послеобеденную тренировку, что не вызвало каких-то опасений, но после того как игроки не появились и вечером, а несколько свидетелей видели Гуайту, уезжающего из дома с багажом и семьями, клуб забеспокоился. Сами же игроки уехали в Лигурию, оттуда отправились на корабле во Францию, где, в свою очередь, сели на грузовое судно и уплыли в Южную Америку. В Италии их обвинили в дезертирстве и трусости, а также завели уголовное дело в незаконном обороте национальной валюты.
На родине Скопелли два сезона играл за «Расинг», а потом вновь уехал в Европу, где выступал за французский «Ред Стар». С началом второй мировой войны форвард был вынужден покинуть Францию. Он перешёл в португальский «Белененсиш», где его купили вместе с Оскаром Таррио, и в составе которого он стал бронзовым призёром чемпионата Португалии и финалистом Кубка Португалии. А затем он перешёл в «Бенфику». С разрастанием войны Скопелли покинул «Старый свет» и обосновался в Чили, работая играющим тренером клуба «Универсидад де Чили». В 1943 году Скопелли завершил игровую карьеру.
Позже Скопелли работал тренером в Европе и обеих Америках. Наибольших успехов он достиг с испанской «Валенсией», победив с ней в Кубке Ярмарок, и «Эспаньолом», с которым Скопелли едва не победил в чемпионате Испании, используя революционную методику «накачки» игроков кислородом из специальных баллонов.
Скопелли умер в 1987 году после операции на желчном пузыре в Мехико.

## Статистика

### Клубная
| Сезон     | Клуб                | Лига       | Чемпионат | Чемпионат |
| Сезон     | Клуб                | Лига       | Игры      | Голы      |
| --------- | ------------------- | ---------- | --------- | --------- |
| 1928      | Эстудиантес         | Примера    |           |           |
| 1929      | Эстудиантес         | Примера    |           |           |
| 1930      | Эстудиантес         | Примера    |           |           |
| 1931      | Эстудиантес         | Примера    | 34        | 31        |
| 1932      | Эстудиантес         | Примера    | 29        | 14        |
| 1933      | Эстудиантес         | Примера    | 3         | 8         |
| 1933/1934 | Рома                | Серия A    | 34        | 13        |
| 1934/1935 | Рома                | Серия A    | 29        | 11        |
| 1935/1936 | Рома                | Серия A    | 0         | 0         |
| 1936      | Расинг (Авельянеда) | Примера    |           |           |
| 1937      | Расинг (Авельянеда) | Примера    | 28        | 15        |
| 1938      | Расинг (Авельянеда) | Примера    |           | 1         |
| 1937/1938 | Ред Стар (Париж)    | Дивизион 1 |           |           |
| 1938/1939 | Расинг (Авельянеда) | Дивизион 1 |           |           |
| 1939/1940 | Белененсиш          | Примейра   | 27        | 12        |
| 1940/1941 | Белененсиш          | Примейра   | 16        | 7         |
| 1941/1942 | Бенфика (Лиссабон)  | Примейра   |           |           |
| 1942      | Универсидад де Чили | Примера    | 13        | 7         |
| 1943      | Универсидад де Чили | Примера    | 14        | 4         |

### Международная

#### Аргентина
| №  | Дата             | Место проведения | Соперник | Счёт | Голы | Соревнование                 |
| -- | ---------------- | ---------------- | -------- | ---- | ---- | ---------------------------- |
| 1  | 30 мая 1929      | Буэнос-Айрес     | Челси    | 0:1  | —    | Товарищеский матч            |
| 2  | 16 июня 1929     | Буэнос-Айрес     | Уругвай  | 2:0  | 1    | Товарищеский матч            |
| 3  | 4 августа 1929   | Буэнос-Айрес     | Торино   | 4:1  | 1    | Товарищеский матч            |
| 4  | 20 сентября 1929 | Монтевидео       | Уругвай  | 1:2  | —    | Кубок Ньютона                |
| 5  | 28 сентября 1929 | Буэнос-Айрес     | Уругвай  | 0:0  | —    | Кубок Ньютона                |
| 6  | 26 июля 1930     | Монтевидео       | США      | 6:1  | 1    | ЧМ-1930. 1/2 финала          |
| 7  | 30 декабря 1936  | Буэнос-Айрес     | Чили     | 2:1  | —    | Чемпионат Южной Америки 1937 |
| 8  | 9 января 1937    | Буэнос-Айрес     | Парагвай | 6:1  | 2    | Чемпионат Южной Америки 1937 |
| 9  | 23 января 1937   | Буэнос-Айрес     | Уругвай  | 2:3  | —    | Чемпионат Южной Америки 1937 |
| 10 | 30 января 1937   | Буэнос-Айрес     | Бразилия | 1:0  | —    | Чемпионат Южной Америки 1937 |

#### Италия
| № | Дата            | Место проведения | Соперник | Счёт | Голы | Соревнование      |
| - | --------------- | ---------------- | -------- | ---- | ---- | ----------------- |
| 1 | 17 февраля 1935 | Рим              | Франция  | 2:1  | —    | Товарищеский матч |

## Достижения
- Обладатель Кубка ярмарок: 1962/1963
- Обладатель Кубка Мексики: 1964, 1965
- Чемпион Чили: 1967